# Bhimanakone, Sagar
Bhimanakone là một làng thuộc tehsil Sagar, huyện Shimoga, bang Karnataka, Ấn Độ.